# Pill Hill (Chicago)

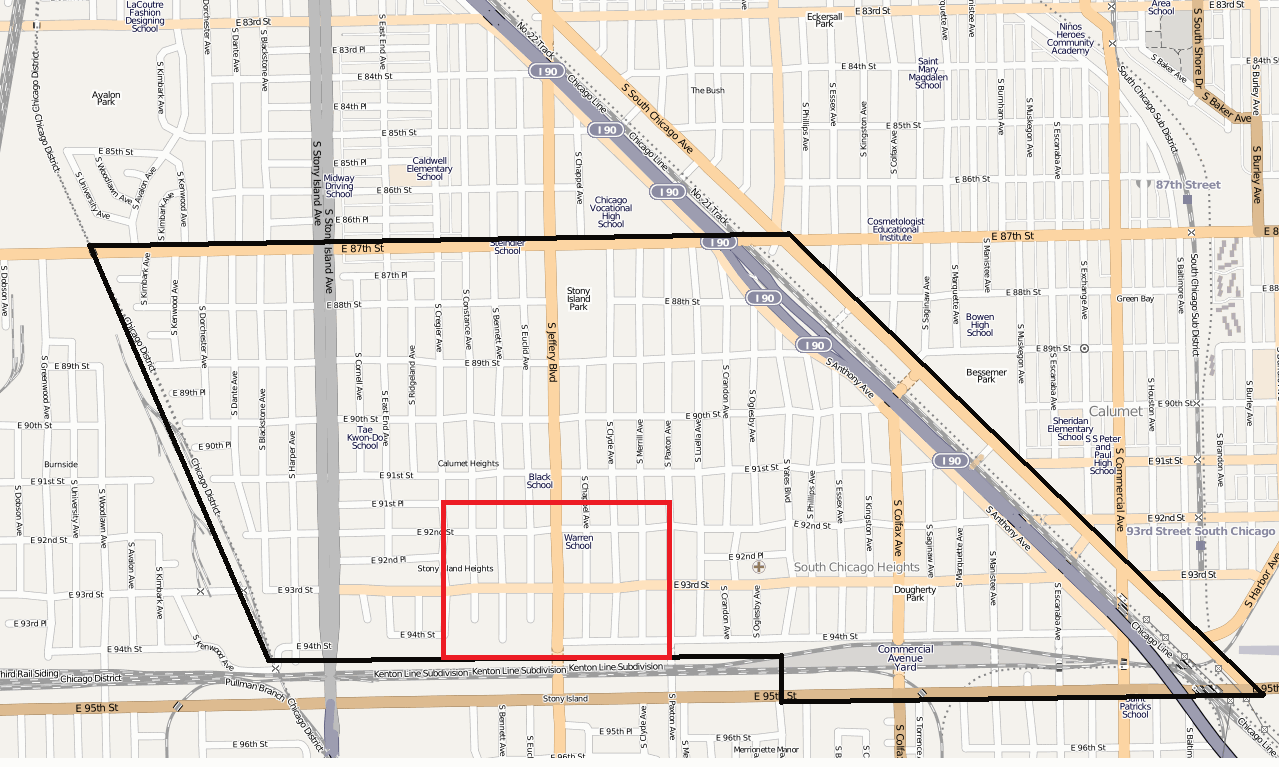
Pill Hill (rojo) dentro del área comunitaria de Calumet Heights

Pill Hill es un vecindario en el área comunitaria de Calumet Heights en el lado sur de Chicago.
El vecindario es la parte más afluente del vecindario de Stony Island Heights que ocupa los dos tercios orientales de Calumet Heights. El vecindario es conocido por sus casas con garajes para un solo automóvil y patios privados. La región tiene poco desarrollo comercial.